# Pierre Berton
Pierre Berton (6 de març de 1842 - 23 d'octubre de 1912) va ser un actor i dramaturg francès.
Pierre Berton va aparèixer per primera vegada com a actor als escenaris parisencs, guanyant èxits al Théâtre du Gymnase, al Théâtre de l'Odéon, al Théâtre-Français i al Théâtre du Vaudeville.
El 1865 va debutar com a dramaturg amb Les Jurons de Cadillac, una comèdia d'un acte, i va continuar dos anys més tard amb una altra comèdia, La Vertu de ma femme. Durant tres dècades va alternar la seva feina com a autor i com a actor.

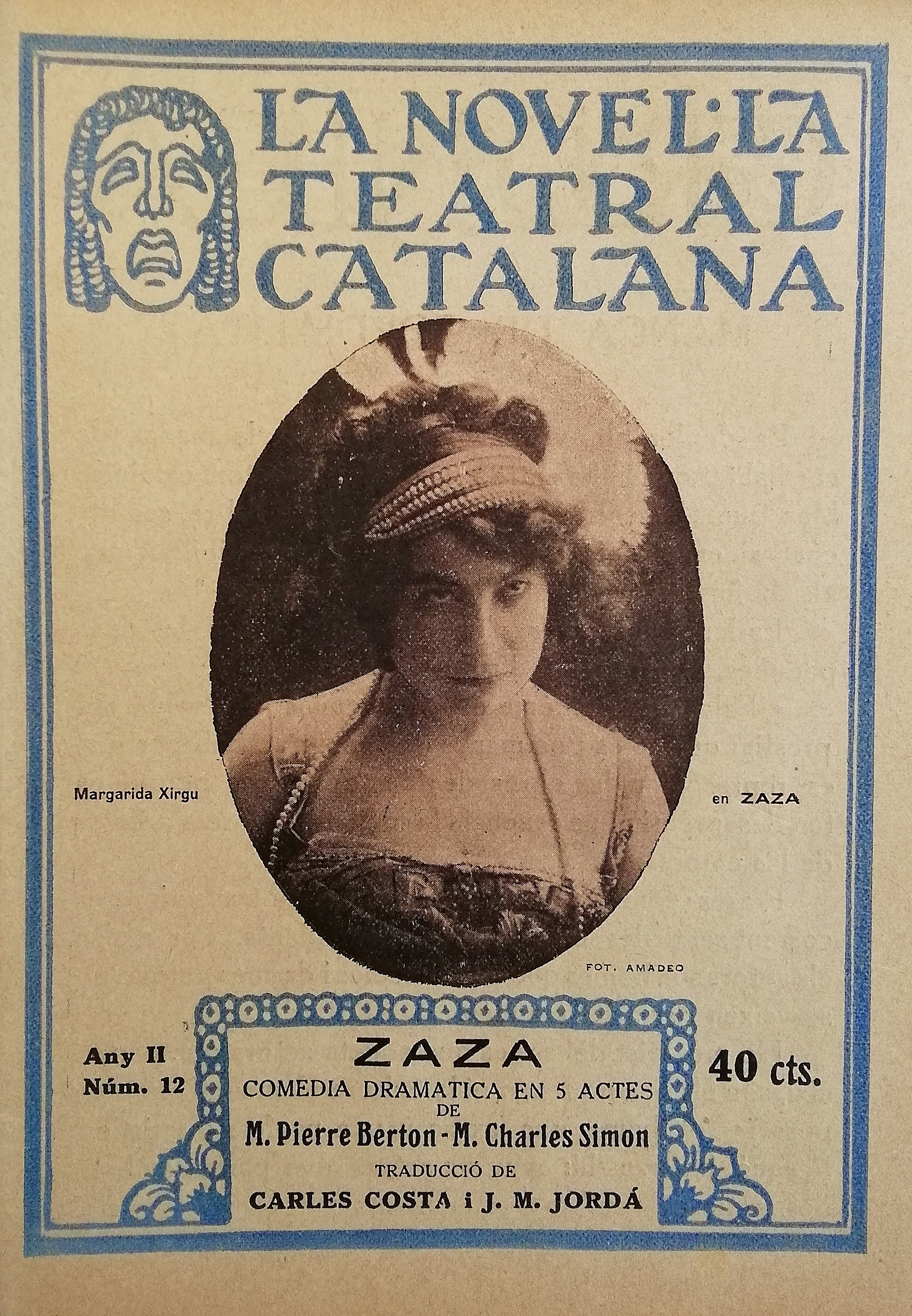
L'obra Zaza, en una versió publicada per La Novel·la Teatral Catalana l'any 1919

Una de les seves obres més destacables va ser Zaza, de la qual se'n van filmar sis versions cinematogràfiques i serví d'inspiració a Ruggero Leoncavallo per a compondre la seva òpera Zazà.